# Ernest Webb
Ernest James Webb, detto "Ernie" (Londra, 25 aprile 1874 – Toronto, 24 febbraio 1937), è stato un marciatore britannico.
Fu tre volte medaglia d'argento olimpica: due volte ai Giochi di Londra 1908 e una volta a quelli di Stoccolma 1912.

## Palmarès
| Anno | Manifestazione  | Sede      | Evento              | Risultato | Prestazione | Note                          |
| ---- | --------------- | --------- | ------------------- | --------- | ----------- | ----------------------------- |
| 1908 | Giochi olimpici | Londra    | Marcia 3500 metri   | Argento   | 15'07"4     |                               |
| 1908 | Giochi olimpici | Londra    | Marcia 10 miglia    | Argento   | 1h17'31"0   | Miglior prestazione personale |
| 1912 | Giochi olimpici | Stoccolma | Marcia 10 000 metri | Argento   | 46'50"4     |                               |